# Пекиншки Фенгтаи стадион
Пекиншки стадион Фенгтаи (кинески: 丰台体育场) је вишенамјенски стадион у округу Фенгтаи, Пекинг, Кина. Тренутно се користи углавном за фудбалске утакмице, а понекад и за атлетику. Био је планиран за Азијске игре 1990. и првенствено је био место одржавања мушког фудбалског турнира током Азијских игара. Након Азијских игара, стадион је углавном коришћен као дом Пекинг Гуоана од 2006. до 2008. године и дом је кинеског друголигаша Беијинг Ренхе од 2016. године. Стадион је био домаћи терен и за Пекинг Ренхеа између 2016. и 2019. године. Стадион има 31.043 места. Фенгтаи стадион није коришћен за фудбал током Љетњих олимпијских игара 2008. године. Мјесто је такође служило као домаћи терен за Пекинг Гуоан, трећи кинески спортски клуб са 5 милиона пратилаца на Веибо-у после Гуангџоу ФЦ и Шандонг Тајшана, између 2006. и 2008. године.
Пекинг Гуоан је играо против шпанске Барселоне на стадиону Фенгтаи у Пекингу у августу 2007. године.

## Локација и објекти
Стадион се налази на југозападу Пекинга у истоименом округу Фенгтаи. Дио је Фенгтаи спортског центра, који укључује стадион, софтбол стадион Фенгтаи и бејзбол стадион. Локација се налази у Фенгтаи дистрикту и директно је повезана са локалним јавним превозом преко станице метроа Дајинг са линијом метроа 14.
Спортски објекат има укупно 30.043 сједишта, подељених у 20 блокова и ВИП салон. Пет од ових блокова су дио сјеверне, источне, јужне и западне трибине, које имају и ВИП салон као главну трибину. Изван стадиона налазе се два јарбола рефлектора у сјевероисточном и југоисточном углу. На трибинама се налазе бројне мале радње које су отворене и ван догађаја, као и јавни тоалети који су доступни у сваком тренутку.

## Употреба и догађаји
Током Азијских игара 1990. године на стадиону Фенгтаи одржано је десет утакмица мушког фудбалског турнира. Од тога, осам утакмица је било дио групне фазе, а друге двије утакмице четвртфинала. Године 2004., према спомен-плочи причвршћеној на згради, неке утакмице Азијског купа одржане су на стадиону Фенгтаи, али нема доказа о томе.
Од 2006. године, овај објекат је користио Пекинг Гуоан као свој дом, пошто је Раднички стадион поново изграђен за Олимпијске игре 2008. године. Поред редовних лигашких утакмица, Гуоан је 5. августа 2007. године дочекао ФК Барселону на стадиону Фенгтаи, која је допутовала на пријатељску утакмицу као дио свог путовања у Азију. Шпанци су пред распродатом публиком побједили у дуелу са 3:0. У Гуоановој прошлој години на стадиону Фенгтаи, на стадиону су се такође одиграле три групне утакмице АФЦ Лиге шампиона.
Године 2008, TVXQ је одсвирао концерт на стадиону Фенгтаи, а Кање Вест је такође требало да наступи за крај септембра 2008. године, али је концерт у кратком року премјештен у Пекинг. Кинески друголигаш Пекинг Ренхе од 2016. године поново редовно игра домаће утакмице на стадиону Фенгтаи.

## Галерија
- Западна страна стадиона
- Јужна страна стадиона
- Источна страна стадиона
- Утакмица Beijing Guoan 2007. године
- Спомен плоча на Азијско првенство у фудбалу 2004.